# Агнес Маргрьетардоуттир Сигюрдардоуттир
Агнес Маргрьетардоуттир Сигюрдардоуттир (исл. Agnes Margrétardóttir Sigurðardóttir; 19 октября 1954, Исафьордюр) — исландский прелат. Епископ Исландии в 2012—2024 годах. Она стала первой женщиной, избранной на пост главы Исландской церкви.

## Биография
Агнес Маргрьетардоуттир Сигюрдардоуттир родилась в Исафьордюре 19 октября 1954 года в семье священника Сигюрдюр Кристьяунссон (исл. Sigurður Kristjánsson), приходского священника и пробста в пробстве Исафьярдарпроувастсдайми, и Маргрьет Хагалинсдоуттир (исл. Margrét Hagalínsdóttir), акушерки. Она изучала богословие на богословском факультете Исландского университета и окончила его в 1981 году. Она также училась в магистратуре в Упсальском университете в Швеция и в аспирантуре по гуманистическому богословию на богословском факультете Исландского университета, где в 1981 году получила степень кандидата богословия.
Агнес была рукоположена в священники 20 сентября 1981 года и служила в Кафедральном соборе Рейкьявика. В 1986 году была назначена приходским священником в Хваннейри и занимала эту должность до 1994 года, а затем переехала в Болунгарвик, где проработала приходским священником до 2012 года. В 1999 году также была пробстом, сначала в пробстве Исафьярдарпроувастсдайми, а затем в пробстве Вестфьярдарпроувастсдайми, которое была создано в результате слияния Исафьярдарпроувастсдайми и Бардастрандапроувастсдайми.
В 2012 году она была избрана епископом Исландии. Она была рукоположена в епископа в Хадльгримскиркья 24 июня 2012 года и является первой женщиной в истории церкви Исландии, рукоположенной в епископы. Вступила в должность 1 июля 2012 года.